# 和智元俊
和智 元俊（わち もととし）は、戦国時代の武将。毛利氏の家臣。

## 生涯
備後国三谿郡吉舎の南天山城を本拠とした国人である和智氏の出身とされるが、天文19年（1550年）に毛利氏家臣団238名によって作成された連署起請文に元俊が名を連ねていることから、和智誠春をはじめとする他の和智氏の人物と異なり、早くから毛利氏の家臣となっていたと考えられている。
また、年不詳だが、毛利氏家臣40名の具足注文において元俊の具足数は50両と記されており、40名の内で最多である桂元澄の60両に次ぐ数となっている。
天文19年（1550年）7月12日から7月13日にかけて毛利元就によって安芸井上氏が粛清された直後の7月20日に毛利氏家臣団238名が連署して毛利氏への忠誠を誓った起請文において、6番目に「和智兵部丞元俊」と署名している。
天文21年（1552年）、備後国の尼子方勢力を駆逐するための毛利元就の備後攻めに従軍。同年7月23日に宮光寄が拠る志川滝山城を攻略し、宮氏は備中方面に逃れたが、この時の戦いで元俊の家臣である友国左京進が戦死している。
永禄3年（1560年）以前に毛利氏重臣・口羽春良の次男である口羽虎法師（後の和智元経）を養子とした。
没年は不詳。